# Jin Jiang International
Jin Jiang International (Group) Company Limited (锦江国际（集团）有限公司, «Цзиньцзян Интернэшнл») — китайская государственная гостиничная, туристическая, ресторанная и логистическая компания. Занимает второе место среди крупнейших гостиничных корпораций мира. Основана в 1991 году, штаб-квартира расположена в Шанхае. Контрольный пакет акций принадлежит муниципальному правительству Шанхая. Стоимость бренда Jin Jiang составляет 17,2 млрд юаней.
Четыре компании холдинга имеют листинг на фондовых биржах — Jin Jiang Hotels, Jin Jiang Development, Jin Jiang Investment и Jin Jiang Travel. В Китае компания Jin Jiang Hotels владеет и управляет более 7 тыс. гостиниц под 40 брендами.
После приобретения французской компании Groupe du Louvre, китайских компаний 7 Days Group и Vienna Hotels Group и американской компании Radisson Hotel Group в активе Jin Jiang International находится более 10 тыс. отелей и курортов (более 1 млн номеров) в 120 странах мира, а программа лояльности охватывает более 100 млн участников.

## История
В декабре 1994 года компания Jin Jiang International Hotels Development вышла на Шанхайскую фондовую биржу. В 2004 году в Шанхае был основан китайско-швейцарский Les Roches Jin Jiang International Hotel Management College, который готовит старших руководителей и младший гостиничный персонал. По состоянию на конец 2014 года Jin Jiang International Hotels Development владела и управляла 1215 гостиницами (более 140 тыс. номеров) в 295 городах Китая и одном городе за рубежом.
Весной 2015 года Jin Jiang International Hotels Development приобрела у американской инвестиционной фирмы Starwood Capital Group гостиничные активы компании Groupe du Louvre за 1,3 млрд евро. На момент покупки Groupe du Louvre владела и управляла 1,1 тыс. гостиниц в 46 странах мира (сети Premiere Classe, Campanile, Kyriad и Golden Tulip).
Осенью 2015 года Jin Jiang International Hotels Development приобрела за 290 млн долл. контрольный пакет акций компании Vienna Hotel Group (479 отелей на 60 тыс. номеров) и за 1,3 млрд долл. контрольный пакет акций компании Keystone Lodging Holding, которая управляла сетью отелей 7 Days Inn. Летом 2018 года консорциум во главе с Jin Jiang International приобрёл у конгломерата HNA Group контрольный пакет акций американской корпорации Radisson Hotel Group.
В январе 2019 года Louvre Hotels Group приобрела сеть Tempting Places (105 бутик-отелей в 31 стране мира). Осенью 2019 года компания Interstate Hotels & Resorts (совместное предприятие Jin Jiang International и Thayer Lodging Group, которое управляло 382 гостиницами в 10 странах Северной Америки, Европы и Азии) слилась с компанией Aimbridge Hospitality (Плейно).

## Активы в Китае
Компания Jin Jing Travel является третьим по величине туристическим оператором Китая, она оказывает полный спектр услуг через 67 своих дочерних компаний (China International Travel Service, Shanghai Jin Jiang Tours, Shanghai Travel, Huating Overseas Travel и другие). Онлайн-платформа WeHotel является одним из крупнейших сайтов для бронирования отелей.  
Благодаря сотрудничеству с международными ресторанными сетями KFC (США) и Yoshinoya (Япония) Jin Jiang International управляет в Китае 480 ресторанами быстрого питания. 
Компания Jin Jiang Transport имеет крупный парк (более 10 тыс. пассажирских автомобилей), который обслуживает политиков, бизнесменов и VIP-туристов. Компания Jin Jiang Auto Services Center занимается продажами, лизингом и ремонтом автомобилей. Компания Jin Jiang Logistics владеет в Шанхае крупнейшим холодильным комплексом и занимается перевозками грузов в авторефрижераторах. Совместные предприятия с YRC Worldwide (США) и Mitsubishi (Япония) занимаются перевозками грузов и логистикой.
В шанхайском районе Сюйхуэй расположен популярный парк развлечений Jinjiang Action Park, принадлежащий Jin Jiang International.

### Гостиничный бизнес
В Шанхае Jin Jiang International управляет несколькими историческими отелями в центре города — Jinjiang Hotel, Okura Garden, Peace Hotel, Park Hotel, Metropole Hotel и New Asia Hotel. Кроме того, группе и её дочерним компаниям 7 Days Group Holdings (Гуанчжоу) и Vienna Hotel Group (Шэньчжэнь) принадлежат общекитайские сети отелей: 
- J. Hotel
- Kun Lun Hotel
- JJ Collection
- Yan Garden
- Jin Jiang Inn
- Metropolo
- Bestay Hotel Express
- Goldmet Inn
- Magnotel
- O.Live
- IU Hotel
- Lavande
- James Joyce Coffetel
- Xana Hotelle
- ZMAX Hotels
- Fontoo Hotels
- Chanpines Hotel
- 7 Days Inn
- 7 Days Premium
- Vienna Hotel
- Vienna International Hotel
- Vienna Classic Hotel
- Vienna Apartment Hotel
- Venus Royal Hotel
- 3 Best Hotel
- Hampton by Hilton

Крупнейшими акционерами Jin Jiang International Hotels (бывшая Jin Jiang International Hotels Development) являются материнская компания Shanghai Jin Jiang Capital, а также американские инвестиционные компании Invesco и The Vanguard Group.

## Активы за рубежом
Компания Louvre Hotels Group (Нантер) владеет и управляет более 1,1 тыс. гостиницами в 46 странах мира.
- Premiere Classe
- Campanile
- Kyriad
- Kyriad Prestige
- Tulip Inn
- Golden Tulip
- Royal Tulip

Компания Radisson Hotel Group (Миннетонка) владеет и управляет более 1,4 тыс. гостиницами в 115 странах мира.
- Radisson
- Radisson Collection
- Radisson Red
- Radisson Blu
- Park Inn by Radisson
- Country Inn & Suites by Radisson
- Park Plaza

В Африке Jin Jiang International, управляющая 115 отелями под брендами Radisson, Radisson Blu, Golden Tulip, Metropolo, Campanile, Kyriad и Première Classe, является третьей по величине гостиничной сетью, уступая лишь французской Accor и американской Marriott International. Кроме того, несколько отелей Jin Jiang Inn работает на Филиппинах.

## Галерея

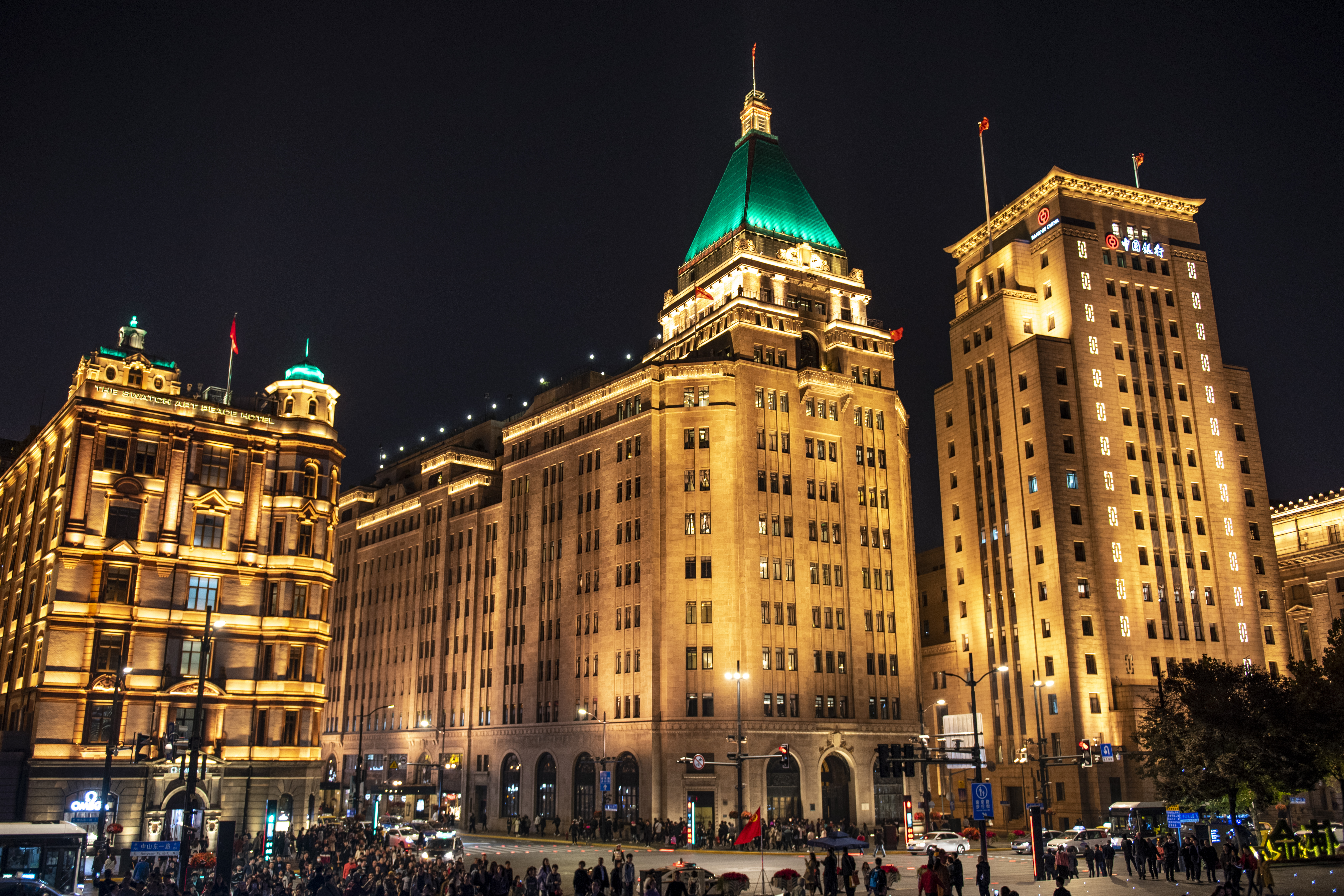
Peace Hotel (Шанхай)
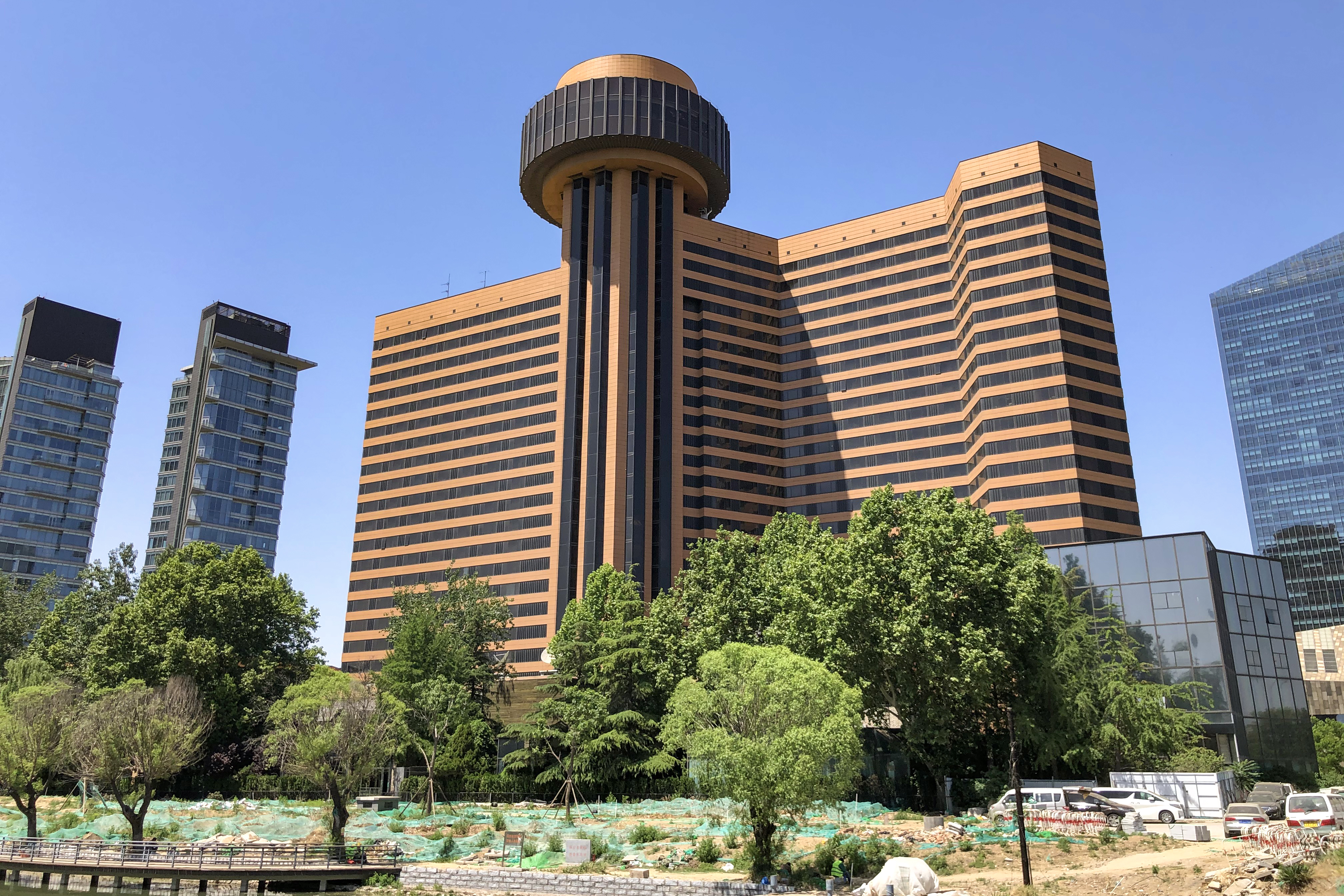
The Kunlun (Пекин)
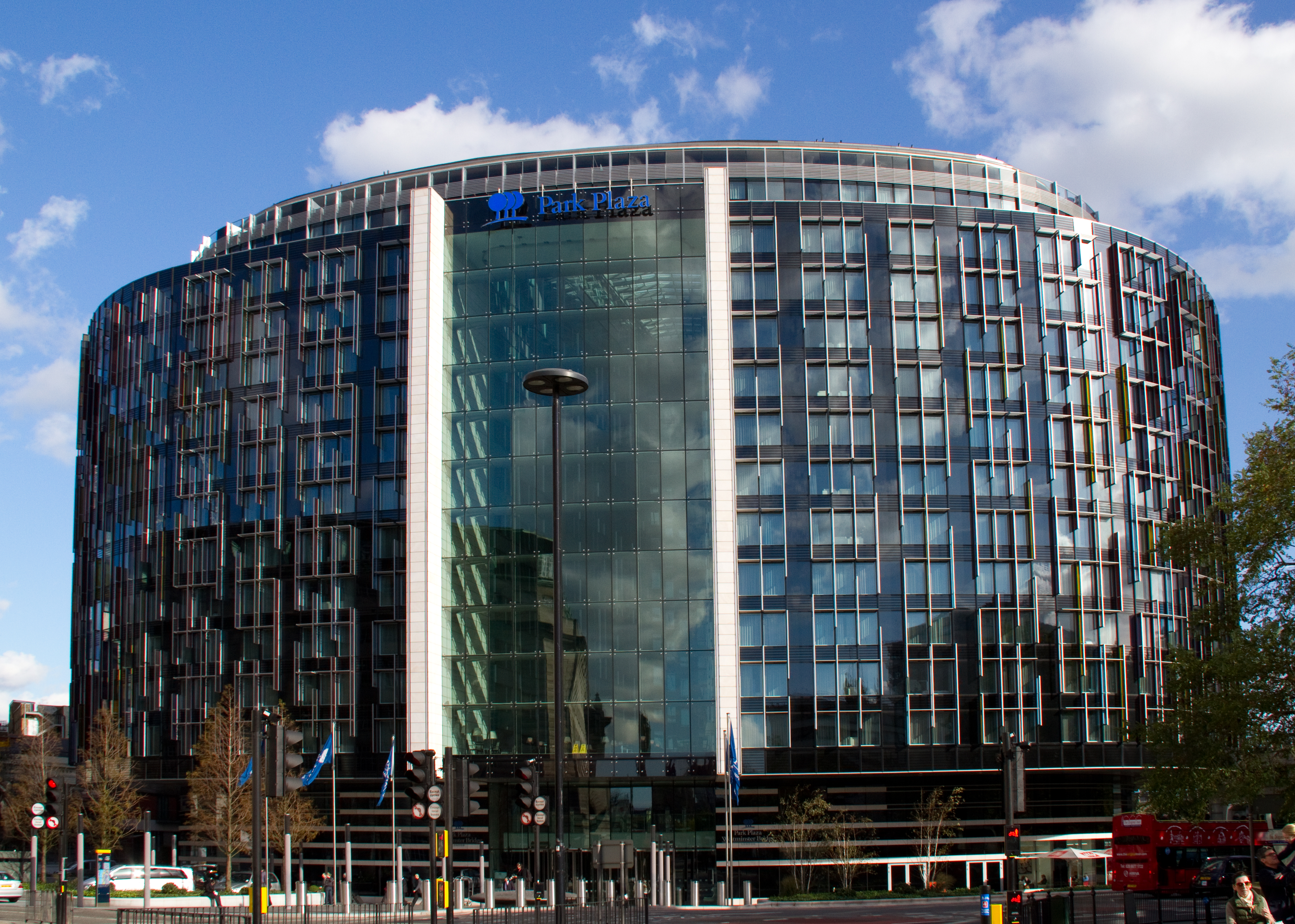
Park Plaza (Лондон)
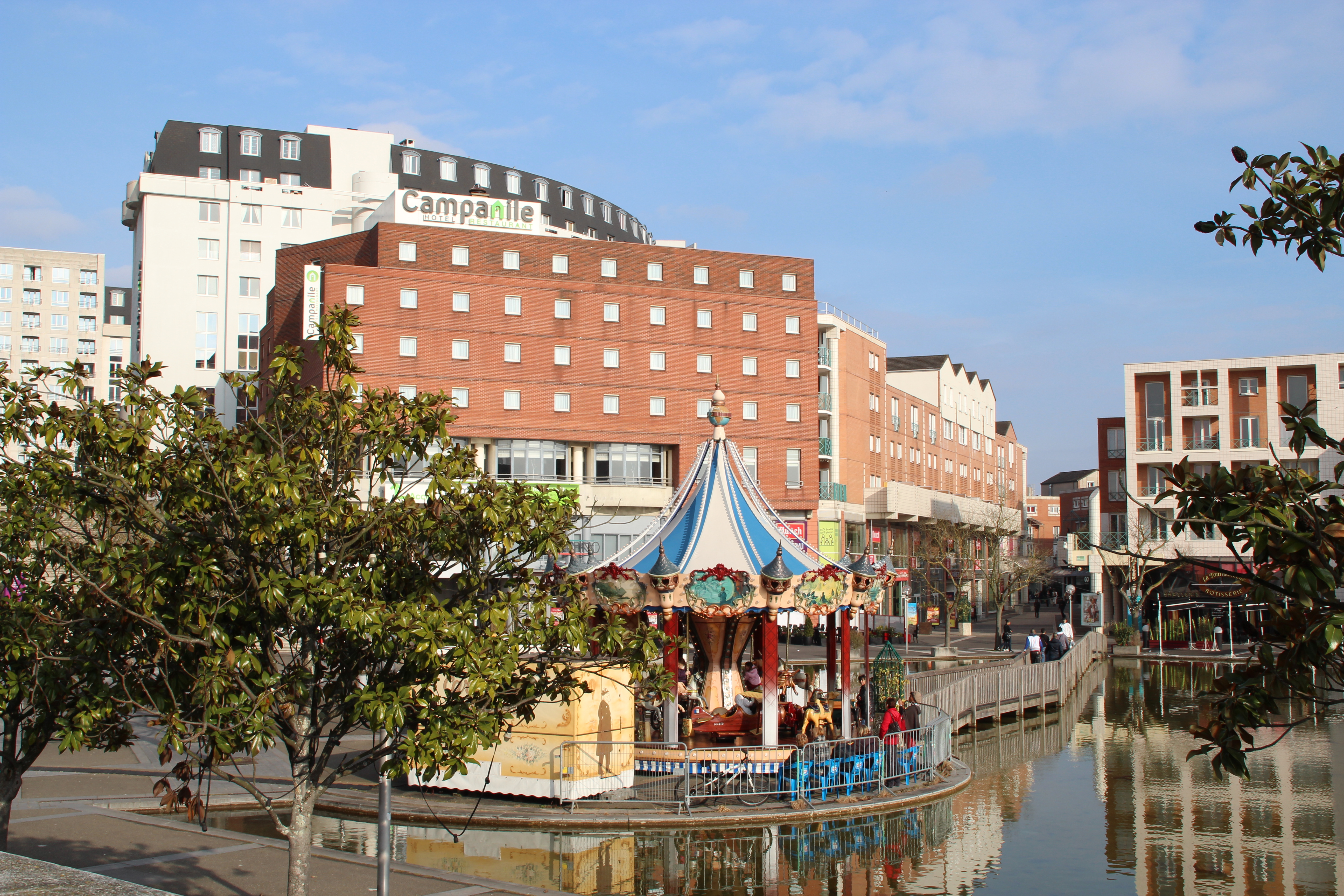
Campanile (Франция)
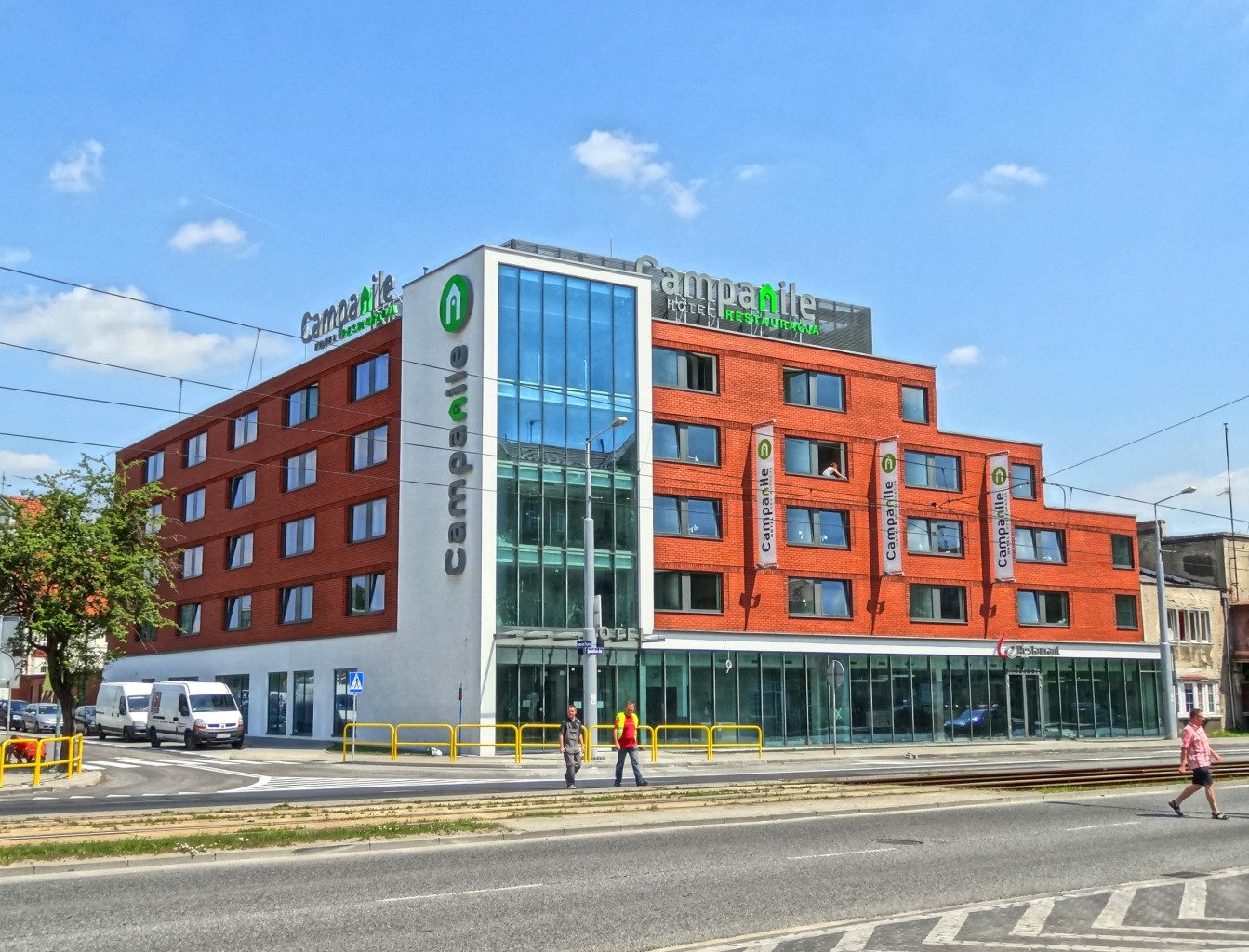
Campanile (Польша)
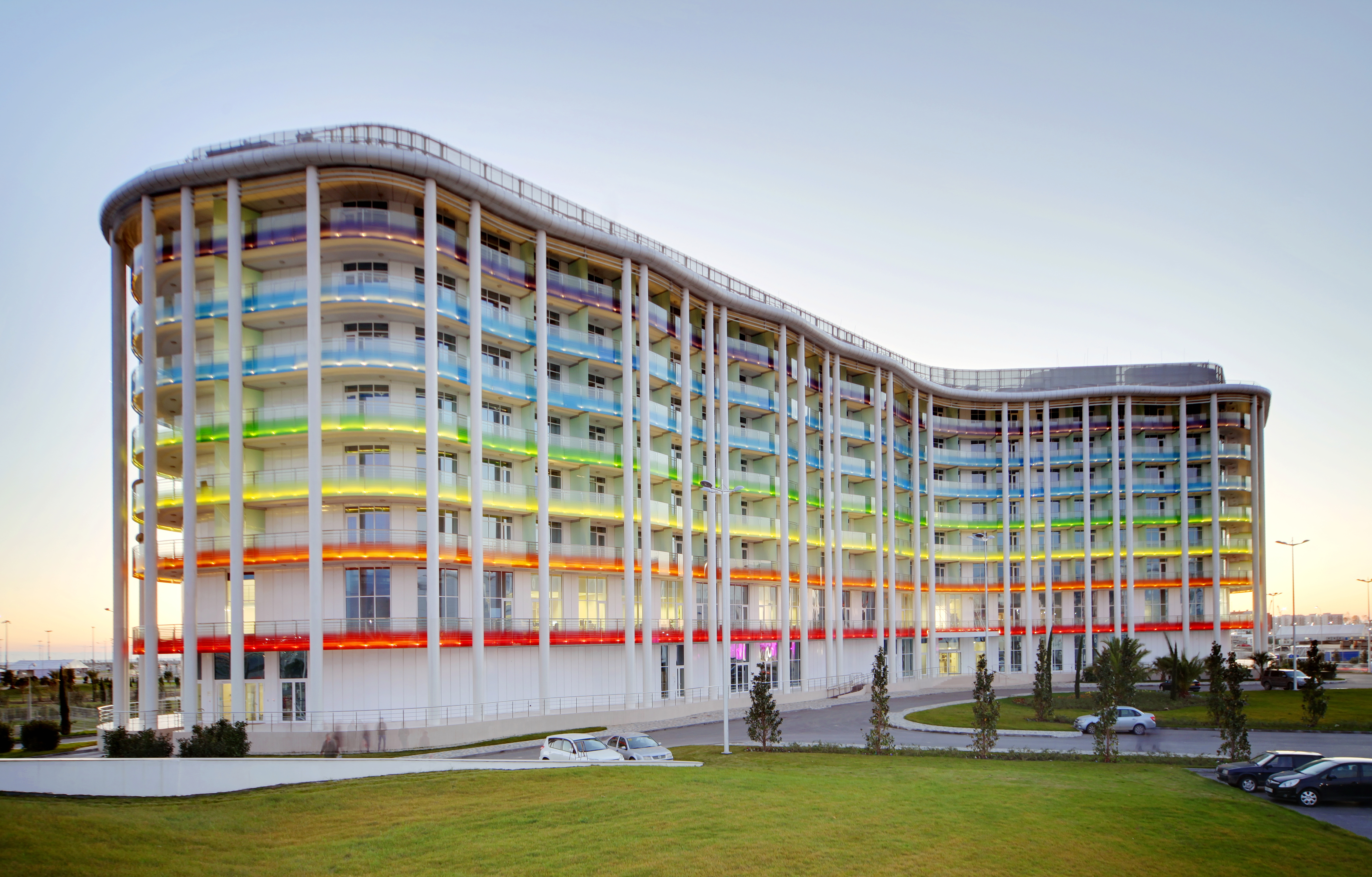
Tulip Inn (Россия)
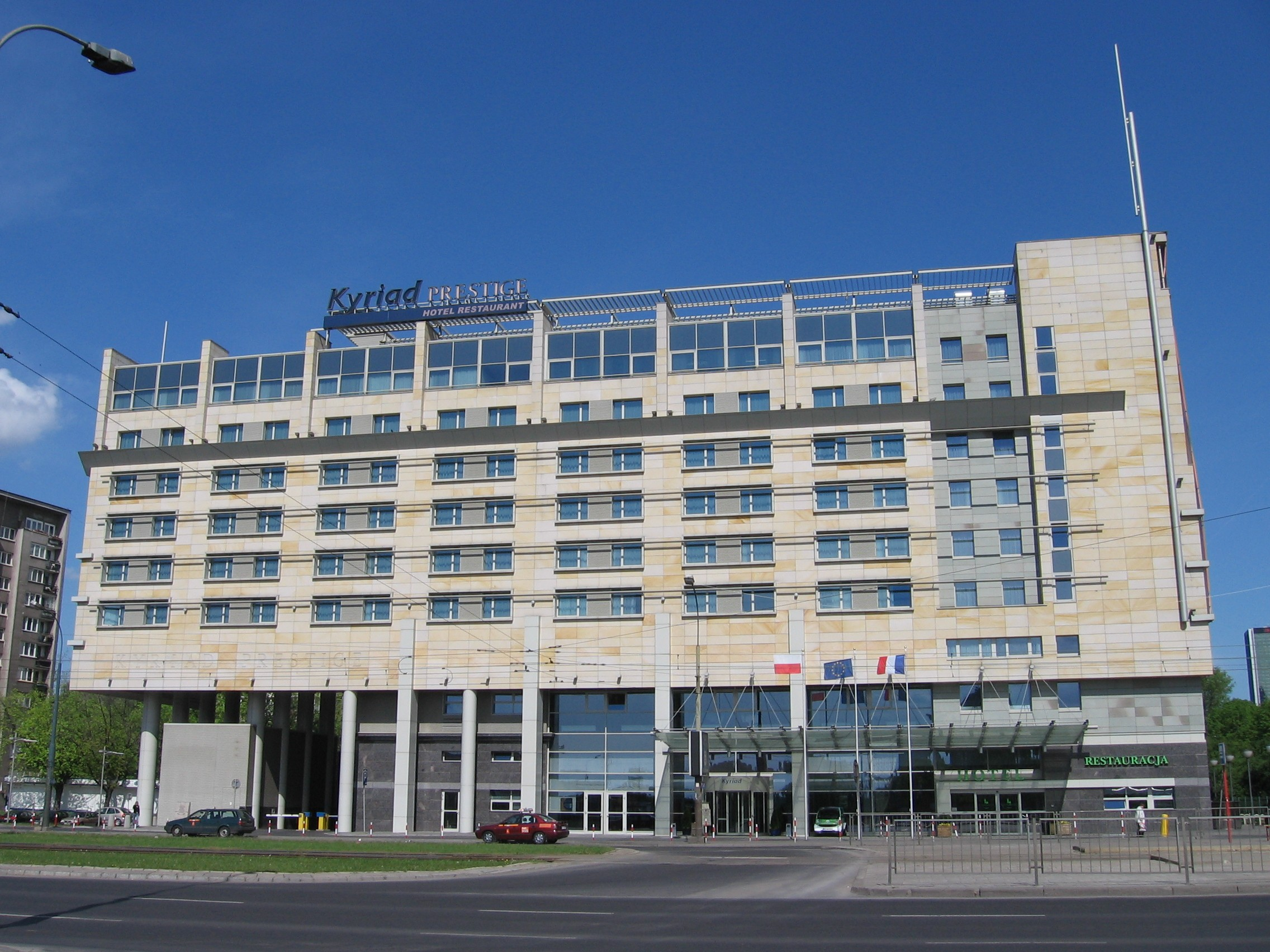
Kyriad Prestige (Польша)
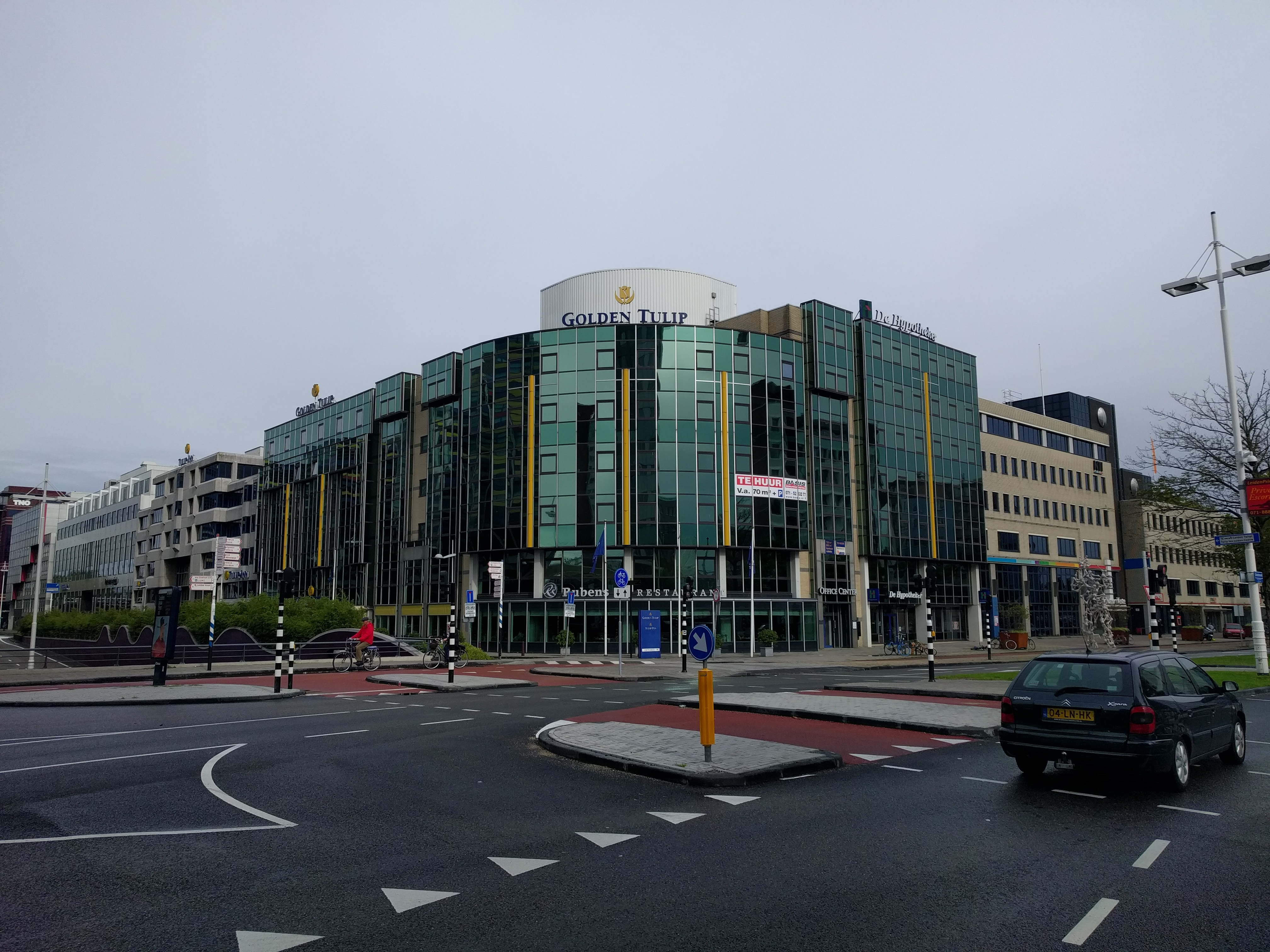
Golden Tulip (Нидерланды)
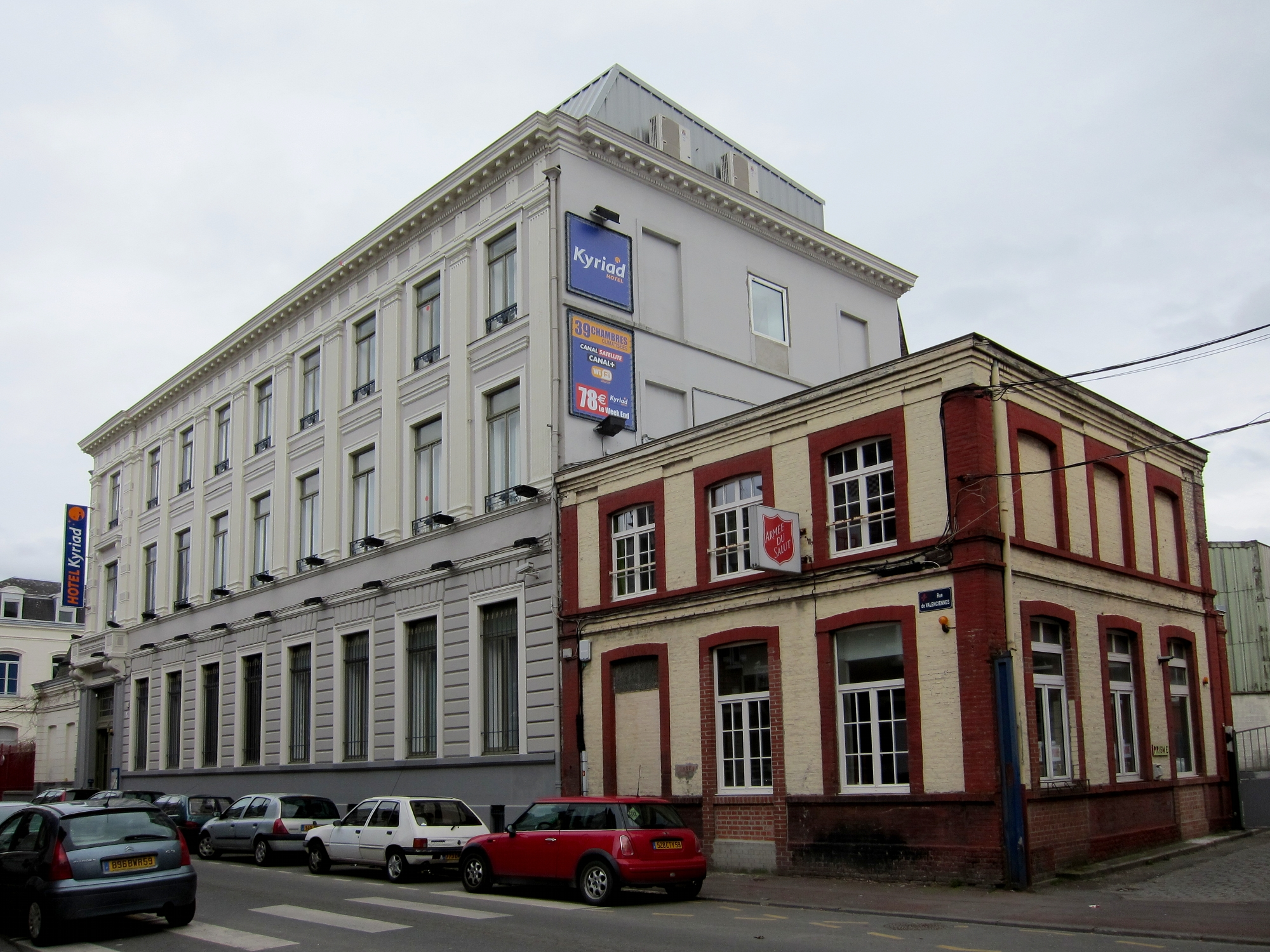
Kyriad (Франция)
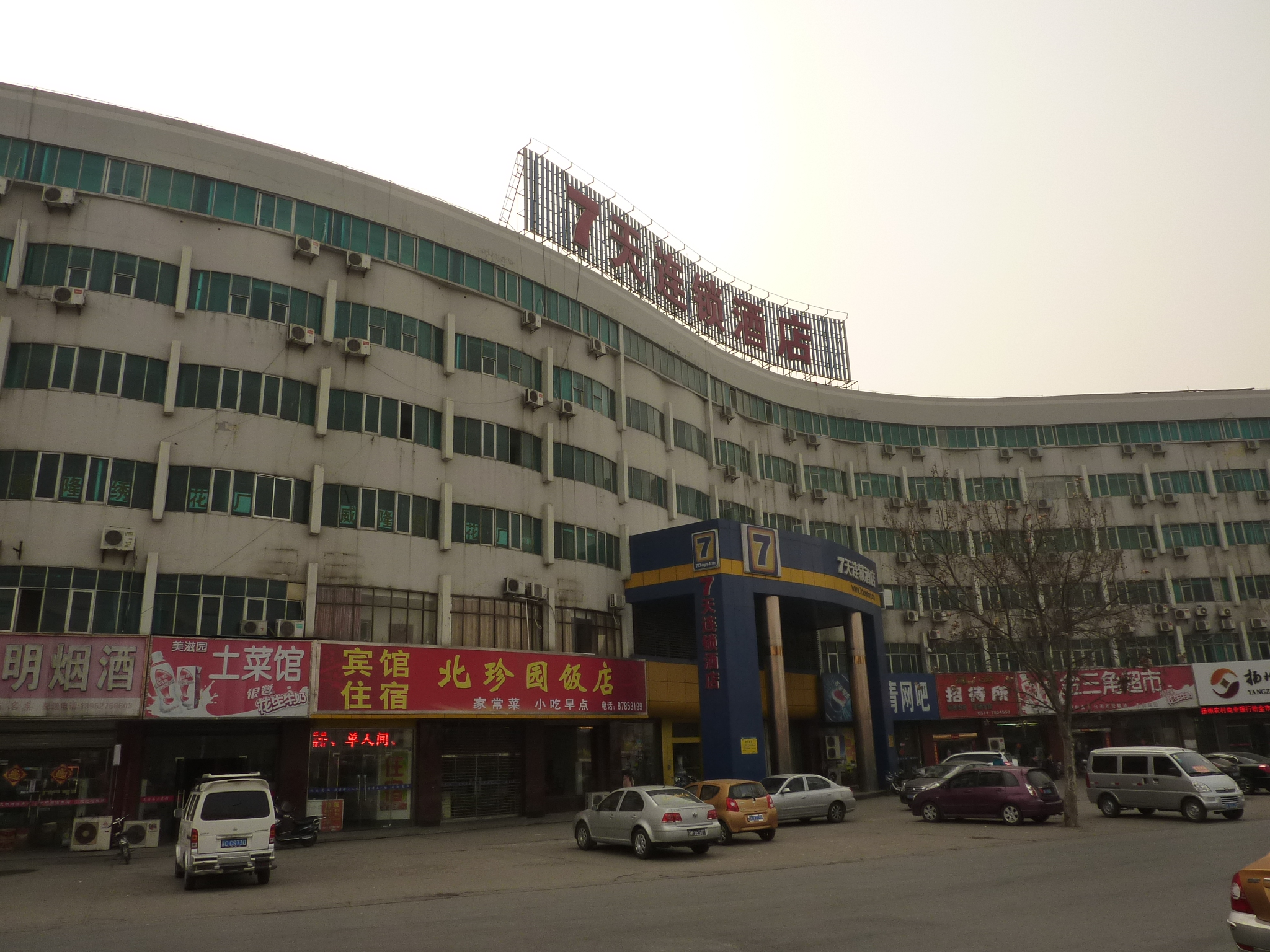
7 Days Inn (Китай)
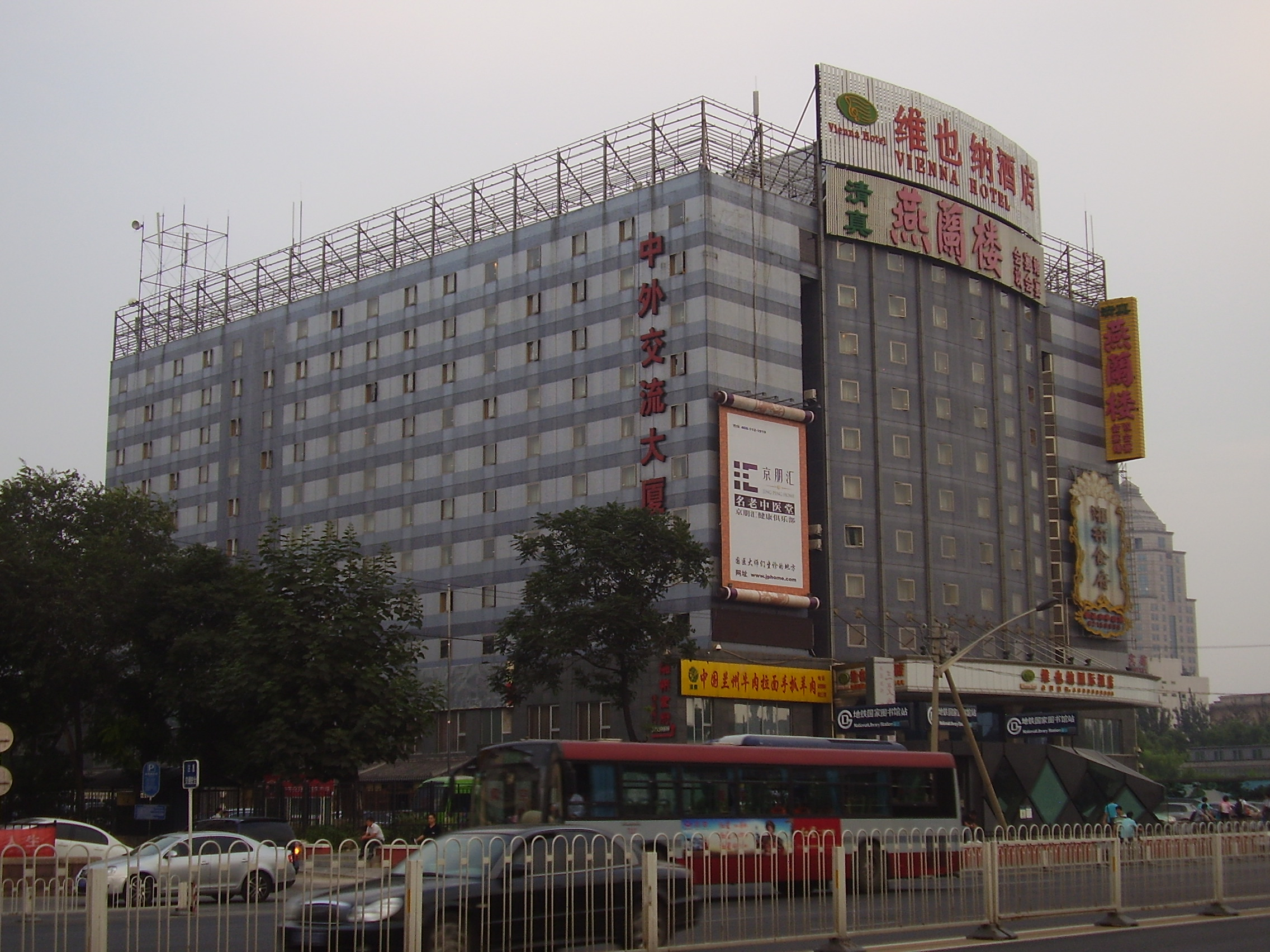
Vienna Hotel (Китай)
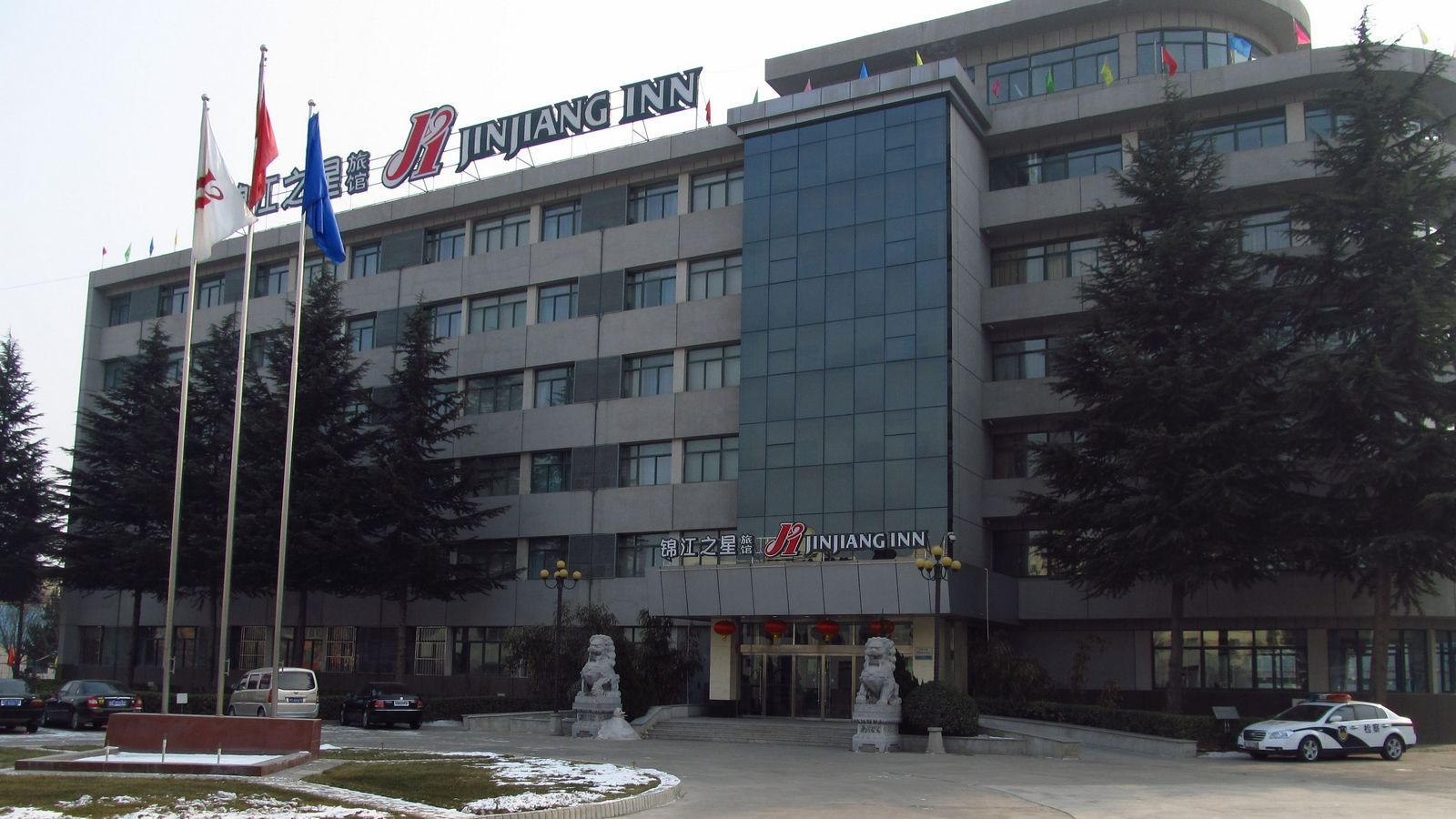
Jinjiang Inn (Китай)

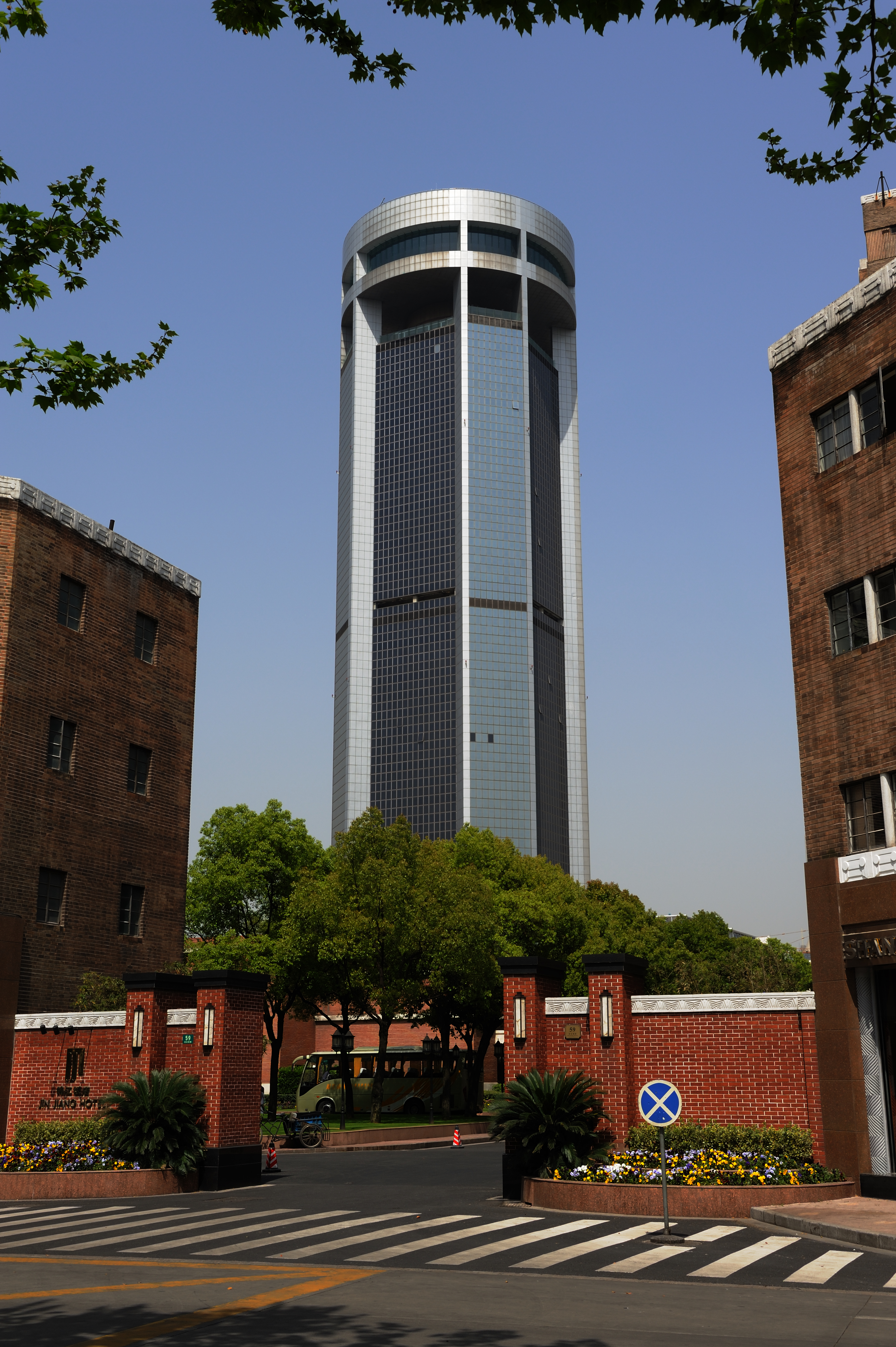
Jin Jiang (Шанхай)
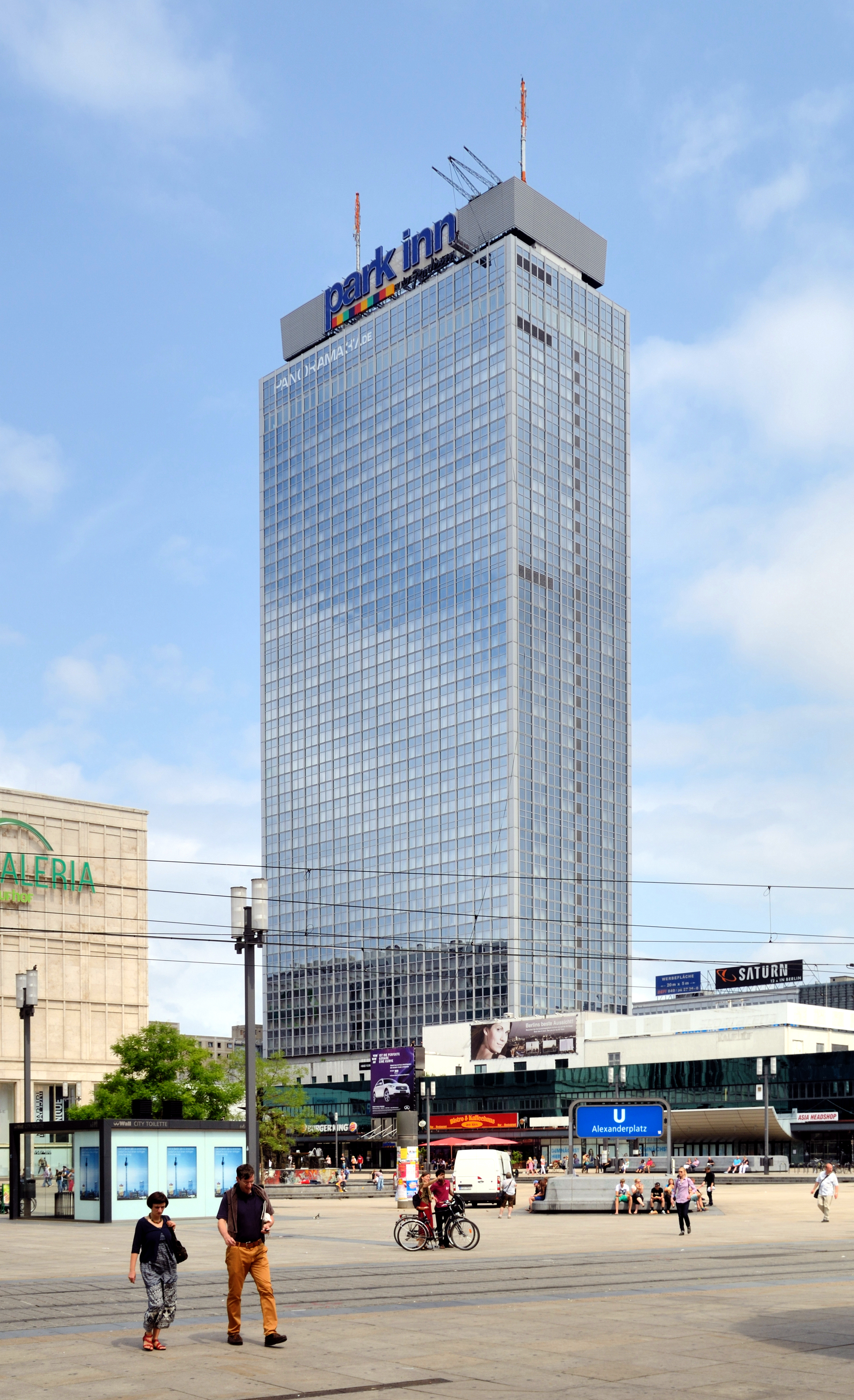
Park Inn (Берлин)
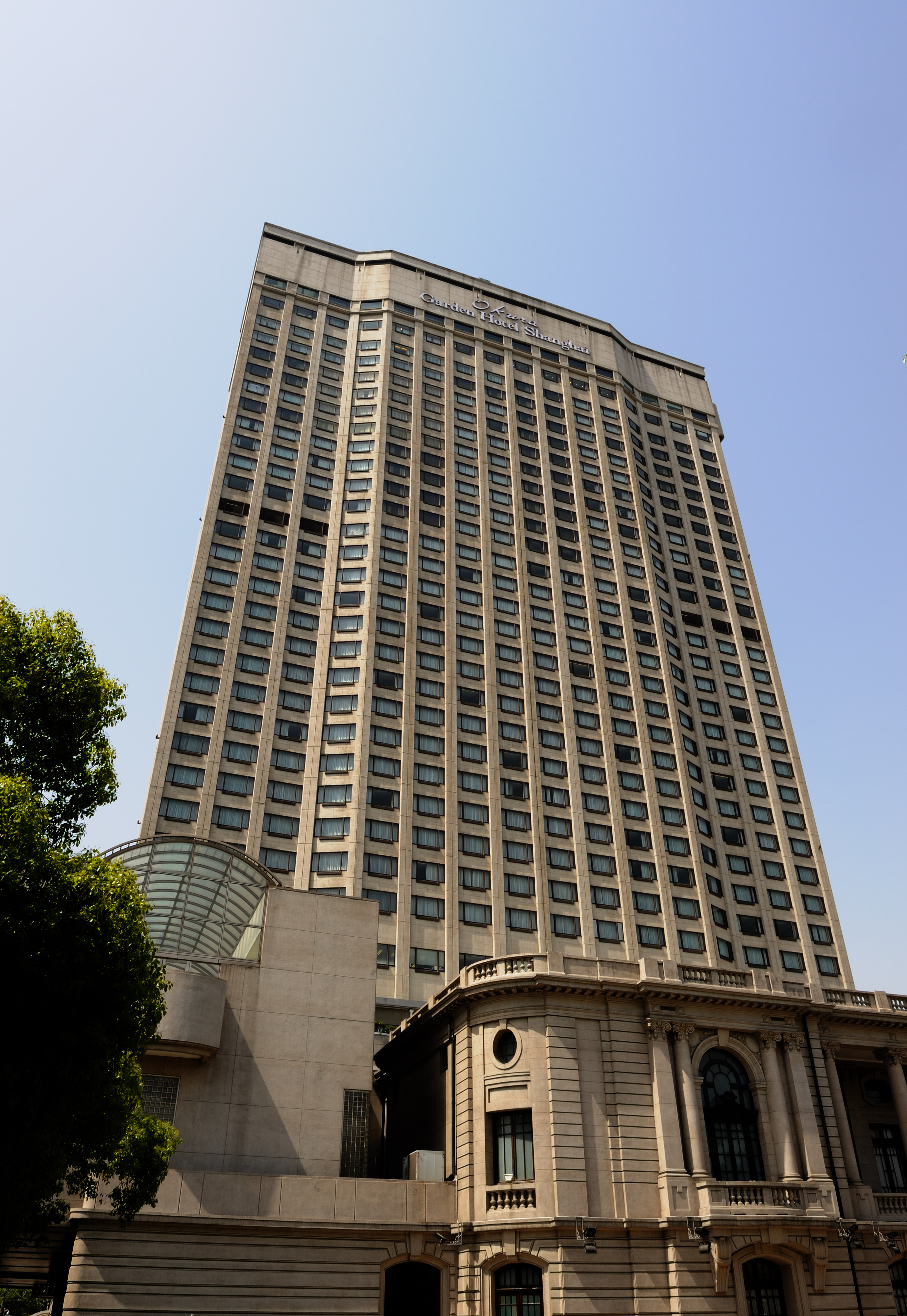
Okura Garden (Шанхай)
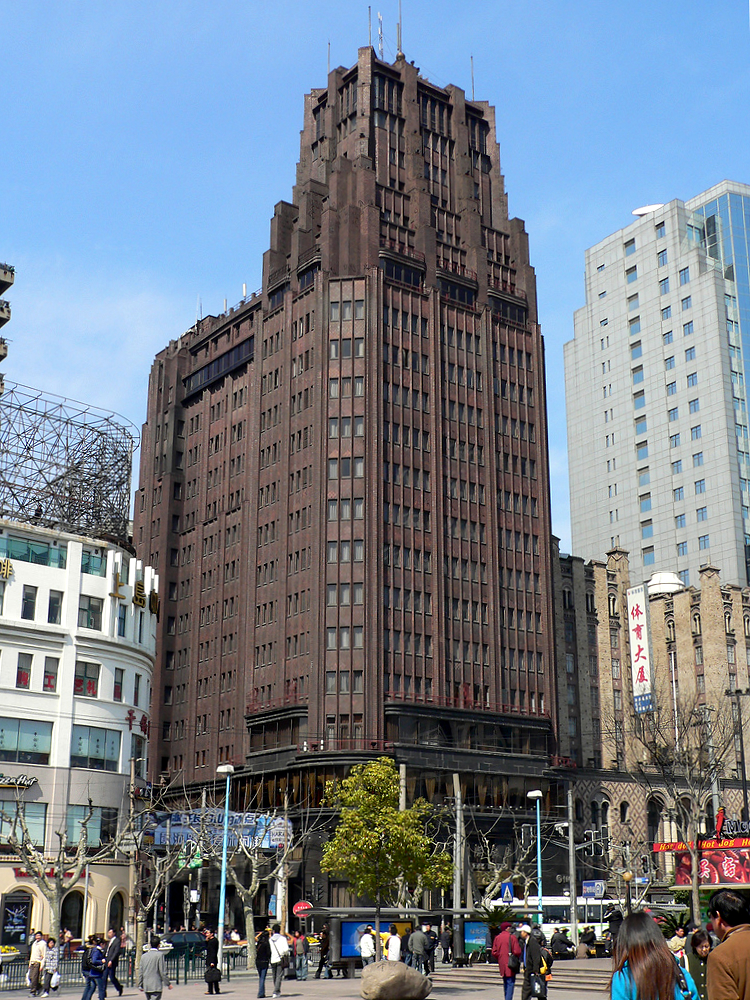
Park Hotel (Шанхай)
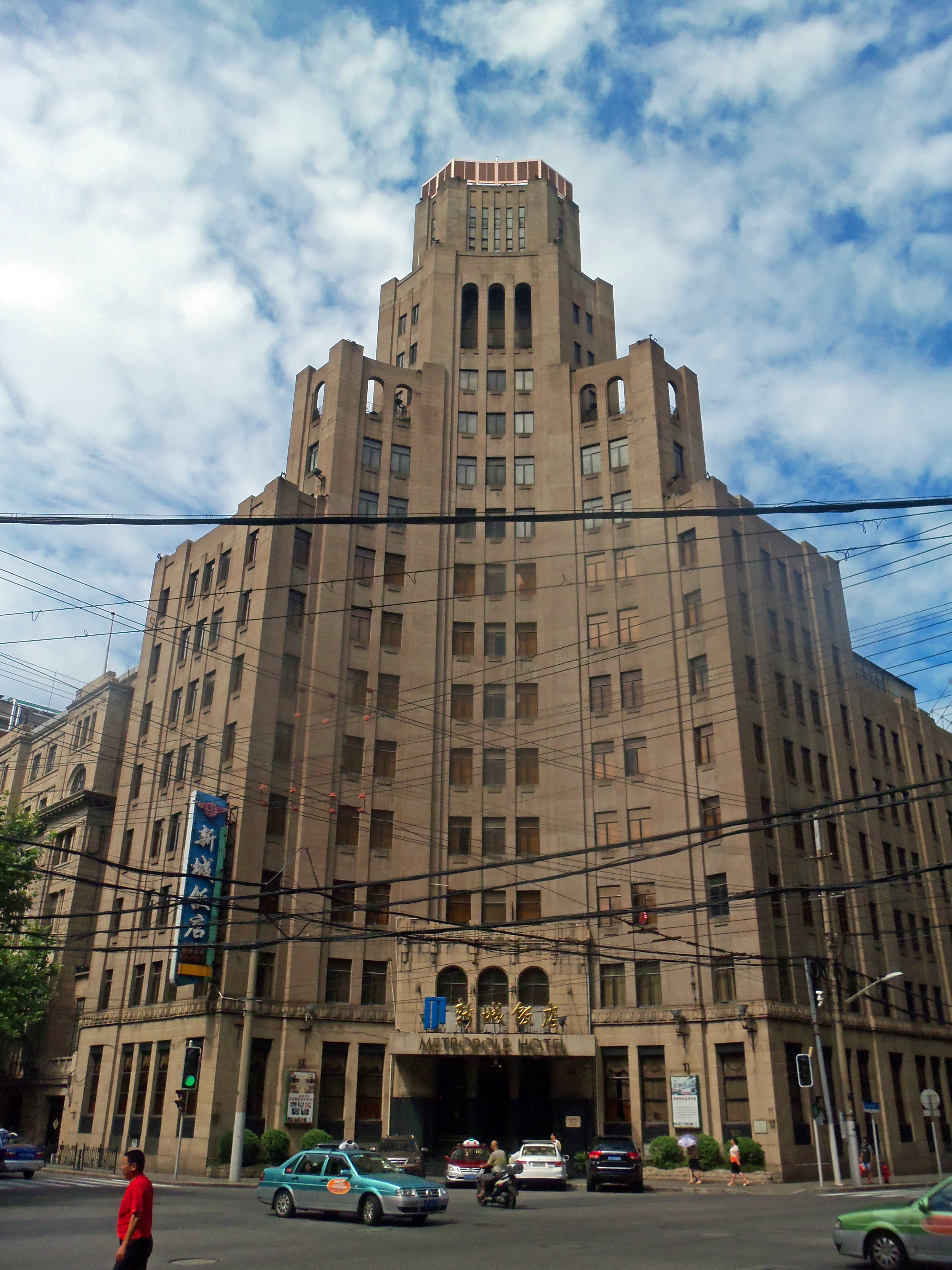
Metropole (Шанхай)